# Victor McLaglen
Victor McLaglen (Turnbridge Wells, 10 de dezembro de 1886 - Newport Beach, 7 de novembro de 1959) foi um lutador de boxe e ator inglês, ganhador de um Óscar em 1936.

## Vida e carreira

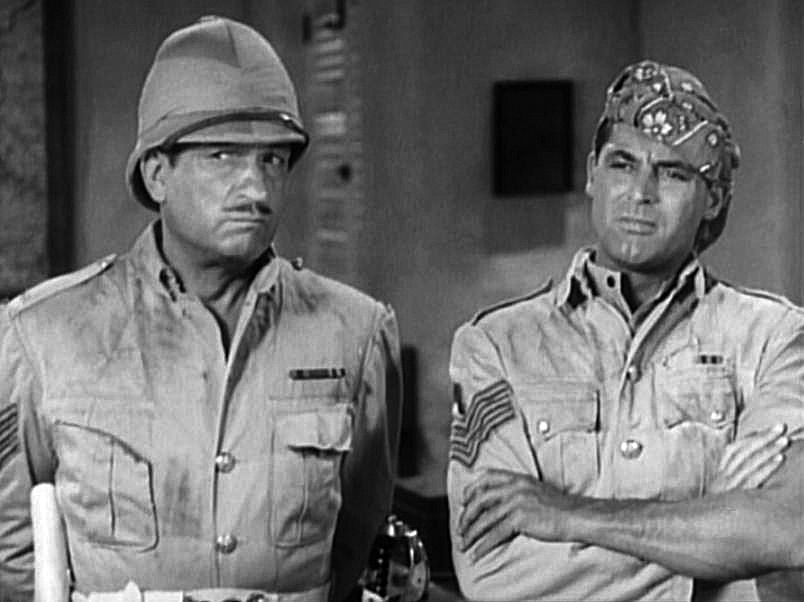
Victor McLaglen e Cary Grant em cena de Gunga Din

Primogênito entre uma dezena de irmãos, McLaglen levou uma vida aventureira antes de se dedicar ao cinema: após trabalhar em uma fazenda no Canadá, incursionou pelos Estados Unidos como pugilista, conseguindo exibir-se em circos e shows de variedades, tendo inclusive lutado contra o campeão dos pesos-pesados Jack Johnson, em luta de exibição; procurou infrutiferamente ouro na Austrália, foi soldado nas Índias, guarda-costas de um marajá e, com a eclosão da Primeira Guerra Mundial, lutou junto aos Fuzileiros da Irlanda. Depois de ser chefe de polícia em Bagdá, retornou aos ringues onde, aos 33 anos de idade, foi descoberto por um produtor cinematográfico.
Após estrelar vários filmes na Inglaterra, McLaglen transferiu-se para Hollywood, onde debutou em O Bruto Querido (The Beloved Brute, 1924). O ator de finas maneiras do cinema mudo acabou por se especializar em personagens rústicos e durões na era sonora, em virtude da voz áspera e do sotaque excessivamente regional. Sua atuação em O Delator (The Informer, 1935), de John Ford, valeu-lhe o Oscar de ator no ano seguinte. A partir de meados da década de 1930, os papéis principais começaram a rarear, apesar de sua alta popularidade, e McLaglen tornou-se coadjuvante. Como tal recebeu outra indicação ao Oscar, agora por Depois do Vendaval (The Quiet Man, 1952), também dirigido por Ford (o ganhador foi Anthony Quinn, por Viva Zapata!, de Elia Kazan).
McLaglen trabalhou com diretores como Raoul Walsh, com quem fez, entre outros, os aclamados Sangue por Glória (What Price Glory, 1926) e sua continuação O Mundo Às Avessas (Cock-Eyed World, 1929), Howard Hawks (Uma Noiva em Cada Porto/A Girl in Every Port, 1928) e George Stevens (Gunga Din/Gunga Din, 1939). No entanto, seu nome estará sempre associado a John Ford, com quem rodou uma dúzia de filmes, entre eles os citados O Delator e Depois do Vendaval, além da clássica trilogia sobre a Cavalaria americana Sangue de Herói (Fort Apache, 1948), Legião Invencível (She Wore a Yellow Ribbon, 1949) e Rio Bravo (Rio Grande, 1950), todos estrelados por John Wayne.
Em 1935 publicou uma autobiografia prematura, Express to Hollywood. Casou-se em 1919 com Enid Lamont, com quem teve a filha Sheila e o filho Andrew, que se tornaria diretor de cinema e televisão, e cujo trabalho é visivelmente influenciado por Ford. Enid faleceu em 1942 e no ano seguinte McLaglen desposou Suzanne Brueggeman, de quem se divorciaria em 1948. Nesse mesmo ano, casou-se novamente, agora com Margaret Pumphrey, com quem ficou até sua morte.
Depois de estrelar Rapto Macabro (The Abductors, 1957), dirigido pelo filho Andrew V. McLaglen, retornou à Inglaterra para encerrar a carreira com o filme Porto de Fúrias (Sea Fury, 1958). Faleceu no ano seguinte de ataque cardíaco. Encontra-se sepultado no Forest Lawn Memorial Park (Glendale), Glendale, Los Angeles, no Estados Unidos.
Na década de 1930 criou uma trupe de apresentação artística e competições com motocicletas, pioneira neste tipo shows, e por isso foi introduzido no Motorcycle Hall of Fame no ano de 1999.

## Filmografia
Todos os títulos em português referem-se a exibições no Brasil.
| - 1920 The Call of the Road - 1921 Carnaval (Carnival) - 1921 The Sport of Kings - 1921 The Prey of the Dragon - 1921 Corinthian Jack - 1922 A Sailor Tramp - 1922 A Romance of Old Baghdad - 1922 Little Brother of God - 1922 The Crimson Circle - 1922 The Glorious Adventure - 1923 Woman to Woman - 1923 The Romany - 1923 M'Lord of the White Road - 1923 In the Blood - 1923 Heartstrings - 1923 Women and Diamonds - 1924 The Gay Corinthian - 1924 The Boatswain's Mate - 1924 The Passionate Adventure - 1924 O Bruto Querido (The Beloved Brute) - 1925 A Trindade Maldita (The Unholy Tree) - 1925 Comigo É Assim (Percy) - 1925 À Mercê da Sorte (Winds of Change) - 1925 Coração Intrépido (The Fighting Heart) - 1926 Sangue por Glória (What Price Glory?) - 1926 O Homem de Aço (Men of Steel) - 1926 Beau geste (Beau Geste) - 1926 The Isle of Retribution - 1927 Os Amores de Carmen (The Loves of Carmen) - 1928 Uma Noiva em Cada Porto (A Girl in Every Port) - 1928 Minha Mãe (Mother Machree) - 1928 Justiça do Amor (Hangman's House) - 1928 O Pirata do Rio Hudson (The River Pirate) - 1929 A Guarda Negra (The Black Watch) - 1929 O Mundo às Avessas (Cock-Eyed World) - 1929 Capitão Lash (Captain Lash) - 1929 O Moço Forte (Strong Boy) - 1930 Loucos por Paris (Hot for Paris) - 1930 Dias Felizes (Happy Days) - 1930 Provando Sua Correção (On the Level) - 1930 O Querido das Mulheres (A Devil with Women) - 1931 Mulheres de Todas as Nações (Women of All Nations) - 1931 Desonrada (Dishonored) - 1931 Intrigas de Annabelle (Annabelle's Affairs) - 1931 Quase Cavalheiros (Three Rogues) - 1931 Sacrifício (Wicked) - 1931 The Slippery Pearls - 1932 Idílio da Fronteira (The Gay Caballero) - 1932 Loteria Maldita (Devil's Lottery) - 1932 Enquanto Paris Dorme (While Paris Sleeps) - 1932 Quem Foi Que Matou? (Guilty as Hell) - 1932 Calouros Endiabrados (Rackety Rax) - 1933 Dick Turpin, O Cavaleiro Audaz (Dick Turpin) - 1933 Quente Como Pimenta (Hot Pepper) - 1933 Rindo-se da Vida (Laughing at Life) | - 1934 A Patrulha Perdida (The Lost Patrol) - 1934 Segue o Espetáculo (Murder at the Vanities) - 1934 Basta de Mulheres (No More Women) - 1934 A Dama do Porto (Wharf Angel) - 1934 O Capitão Odeia o Mar (The Captain Hates the Sea) - 1935 O Delator (The Informer) - 1935 Soldado Mercenário (Professional Soldier) - 1935 Heróis Subfluviais (Under Pressure) - 1935 O Crime do Grande Hotel (The Great Hotel Murder) - 1936 A Sereia do Alaska (Klondike Annie) - 1936 Sob Duas Bandeiras (Under Two Flags) - 1936 O Grande Bruto (The Magnificent Brute) - 1937 A Queridinha do Vovô (Wee Willie Winkle) - 1937 A Força do Coração (This Is My Affair) - 1937 Nancy Steele Desapareceu (Nancy Steele Is Missing) - 1937 Heróis do Mar (Sea Devils) - 1938 Casaremos Amanhã (Battle of Broadway) - 1938 Seremos Milionários (We're Going to Be Rich) - 1938 Cinco Destinos (The Devil's Party) - 1938 Transpacífico (Pacific Liner) - 1939 O Trovador da Liberdade (Let Freedom Ring) - 1939 Herói de Ontem (Ex-Champ) - 1939 Gunga Din (Gunga Din) - 1939 A Última Confissão (Full Confession) - 1939 Capitão Fúria (Captain Fury) - 1939 Tortura de Uma Alma (Rio) - 1939 O Traidor (The Big Guy) - 1940 Ao Sul de Pago Pago (South of Pago Pago) - 1940 Divisa de Diamantes (Diamond Frontier) - 1941 Trem de Luxo (Broadway Limited) - 1942 Call Out of the Marines - 1942 Powder Town - 1943 Paixão Oriental (China Girl) - 1943 Para Sempre e Um Dia (Forever and a Day) - 1944 A Princesa e o Pirata (The Princess and the Pirate) - 1944 O Último Gangster (Roger Touhy, Gangster) - 1944 Tampico (Tampico) - 1945 O Terrível Don Juan (Rough, Tough and Ready) - 1945 Love, Honor and Goodbye - 1946 Por Causa de Uma Mulher (Whistle Stop) - 1947 O Valentão da Zona (Michigan Kid) - 1947 Débil É a Carne (The Foxes of Harrow) - 1948 Sangue de Herói (Fort Apache) - 1949 Legião Invencível (She Wore a Yellow Ribbon) - 1950 Rio Bravo (Rio Grande) - 1952 Depois do Vendaval (The Quiet Man) - 1952 Escuna do Diabo (Fair Wind to Java) - 1954 Príncipe Valente (Prince Valiant) - 1955 O Suplício de Lady Godiva (Lady Godiva of Coventry) - 1955 Sangue Aventureiro (Many Rivers to Cross) - 1955 Bengazi (Bengazi) - 1955 Homens Perversos (City of Shadows) - 1956 A Volta ao Mundo em 80 Dias (Around the World in 80 Days) - 1957 Rapto Macabro (The Abductors) - 1958 Porto da Fúrias (Sea Fury) |